# Analit
Analit, ili komponenta (u kliničkoj hemiji), je supstanca ili hemijski konstituent koji je objekat interesa u analitičkoj proceduri.
Eksperimenti uvek nastoje da izmere osobine analita, dok se sami analiti ne mogu meriti. Na primer glukoza se ne može meriti, ali se može meriti njena koncentracija. U ovom primeru "glukoza" je komponenta a "koncentracije" je merljiva osobina.

## Literatura
1. ↑  Нешић, С. & Вучетић, Ј. 1988. Неорганска препаративна хемија. Грађевинска књига: Београд.
2. ↑  Рајковић, М. Б.;  . (1993). Аналитичка хемија. Београд: Савремена администрација.
3. ↑  R. Mihajlović, Kvantitativna hemijska analiza (praktikum), Kragujevac, 1998.